# John Henriksson
John Gustav Henriksson (* 30. Mai 1883 in Helsinki; † 1. November 1948 ebenda) war ein finnischer Schwimmer.

## Karriere
Henriksson nahm 1908 an den Olympischen Spielen in London teil. In den Wettbewerben über 100 m Rücken und 200 m Brust scheiterte er jeweils im Vorlauf.